# Det näst bästa (musikalbum)
Det näst bästa är soundtracket till filmen Det näst bästa från 2000.

## Låtlista
1. Boom Boom Ba - Metisse
2. Bongo Bong - Manu Chao
3. American Pie - Madonna
4. This Life - Mandalay
5. If Everybody Looked The Same - Groove Armada
6. Why Does My Heart Feel So Bad? - Moby
7. I'm Not In Love - Olive
8. Stars All Seem To Weep - Beth Orton
9. Time Stood Still - Madonna
10. Swayambhu - Solar Twins
11. Forever And Always - Gabriel Yared